# Masters de Madrid 2007
El Masters de Madrid 2007 (también conocido como Mutua Madrileña Masters Madrid por razones de patrocinio) fue un torneo de tenis jugado sobre pista dura. Fue la sexta edición de este torneo. El torneo masculino formó parte de los ATP World Tour Masters 1000 en la ATP. Se celebró entre el 15 y el 21 de octubre de 2007.

## Campeones

### Individuales masculinos
David Nalbandian vence a  Roger Federer, 1–6, 6–3, 6–3.

### Dobles masculinos
Bob Bryan /  Mike Bryan vencen a  Mariusz Fyrstenberg /  Marcin Matkowski,  6–3, 7–6(7–4).